# 原钻
是2019年美国驚悚片，由喬許·沙夫戴、班尼·沙夫戴执导并与罗纳德·布隆斯坦共同编剧，亞當·山德勒、凯文·加内特、凱斯·史坦費爾德、朱莉亚·福克斯、伊迪娜·曼佐和埃里克·博高森出演。本片于2018年9月至11月於紐約市取景，原声音乐由丹尼尔·洛帕汀谱曲。
影片2019年8月30日在特柳赖德电影节举行全球首映礼，2019年12月13日在美国有限上映，12月25日正式全國上映，由A24负责发行。影片口碑不俗，其中剧本、执导、编剧、山德勒的演技和達呂斯·康第的摄影获赞，亦入选国家评论协会年度十佳，而山德勒也凭借本作赢得最佳男主角以及獨立精神獎的最佳男主角。影片當時是A24发行作品中票房最高的一部，达5000万美元。

## 剧情
2010年，埃塞俄比亚犹太矿工在非洲的韦伯（Webo）矿找到一颗稀有的蛋白石。2012年，赌博成瘾的霍华德·拉特纳（Howard Ratner）在纽约钻石区经营着一间珠宝店。他身上背负债务，其中一笔是跟放高利贷的姐夫阿诺（Arno）借的10万美金。与此同时，拉特纳的家事也变得一团糟，关系疏远的妻子过完逾越节后，同意跟他离婚。之后，拉特纳将在店内工作的朱莉娅当成情妇。
一天，篮球运动员凯文·加内特到店内光顾。霍华德此时订下那颗埃塞俄比亚蛋白石，决定宝石到手后举行拍卖，估价100万美金。他向加内特展示了那颗蛋白石，加内特见了非常心动，说要借那颗宝石一用，以求当晚的比赛有好运。不太情愿的霍华德禁不住他的苦苦哀求，收下了加内特用来抵押的NBA总冠军戒指，把宝石借给了加内特。
霍华德立马把戒指当了出去，把典当的钱拿去下注，赌加内特当晚获得卓越的成绩。最终，霍华德赢得了丰厚的赌注，然而在去学校接女儿时，遭到阿诺和手下菲尔（Phil）和尼科（Nico）埋伏。阿诺表示已经知道霍华德拿借他的钱去下注，因此中断了赌注。菲尔和尼科脱掉霍华德的全部衣服，把他锁进汽车后备箱，霍华德便打电话求助黛娜（Dinah）。
霍华德打电话给助理戴曼尼（Demany），戴曼尼正在参加歌手威肯举办的派对，他说宝石仍在加内特身上。后来，霍华德在夜店的洗手间发现朱莉娅和威肯在一起，一怒之下把朱莉娅赶出他家。
加内特来还石头，说要出17.5万美金买下，霍华德拒绝了，还把估价给大幅度提高了。拍卖快要开始，霍华德发现石头的估价比他预想的要低得多。于是，他说服岳父古埃（Gooey）去参加竞标，把价格抬上去，然而加内特提前撤标，古埃最终拿下了钻石，计划出了反效果。在店里，朱莉娅安慰在抽泣的霍华德，两人和好如初。
霍华德了解到加内特仍然想买石头。加内特一买下，霍华德便把拿到的钱全部拿去押加内特当晚的比赛。他安排朱莉娅坐直升机去金神赌场酒店，恰好逃避了前往收债的阿诺、菲尔和尼科。尽管三个人步步紧逼，霍华德还是拒绝打电话给朱莉娅取消赌注。三人打算去追，可惜被霍华德锁在店的防盗门内。三个人和霍华德一起看了比赛，最终霍华德赌注全中，共赢得120万美元。
霍华德将三人放出来，就被菲尔一枪爆頭。阿诺表示抗议，想要逃走，也被菲尔打枪打死。朱莉娅带着奖金离开酒店的时候，菲尔和尼科将店内的珠宝洗劫一通。

## 阵容
- 亞當·山德勒 饰 霍华德·拉特纳，纽约钻石区犹太人，珠宝商，沉迷于赌博
- 朱莉亚·福克斯（英语：Julia Fox (actress)） 饰 朱莉娅，霍华德的员工、情妇
- 伊迪娜·曼佐 饰 黛娜·拉特纳，霍华德的妻子
- 凱斯·史坦費爾德 饰 戴曼尼，霍华德的助理，负责招徕客户
- 凯文·加内特 饰 自己，波士顿凯尔特人队的大前锋
- 埃里克·博高森 饰 阿诺，霍华德的妹夫，高利貸
- 基思·威廉姆斯·理查兹（Keith Williams Richards）饰 菲尔，阿诺的打手，脾气火爆
- 贾德·赫希 饰 古埃，霍华德的岳父
- 迈克·法文（英语：Mike Francesa） 饰 加里，霍华德的赌注登记员
- 诺亚·费舍尔（Noa Fisher）饰 玛赛尔（Marcel），霍华德的女儿
- 乔纳森·阿兰巴耶夫（Jonathan Aranbayev）饰 埃迪（Eddie），霍华德长子
- 雅各布·伊吉尔斯基（Jacob Igielski）饰 本尼（Beni），霍华德幼子
- 韦恩·戴蒙德（Wayne Diamond）饰 韦恩（Wayne），富裕的赌徒，喜欢朱莉娅
- 乔什·奥斯特洛夫斯基（英语：Josh Ostrovsky） 饰 诺亚（Noah）
- 本杰·克莱纳（Benjy Kleiner）饰 亚伦（Aaron）
- 庞·克莱门捷夫 饰 雷克萨斯（Lexus）
- 汤米·科米尼克（Tommy Kominik）饰 尼科
- 凯伦·谢梅尔（Keren Shemel）饰 艾琳·戈德法布（Elline Goldfarb）
- 撒哈尔·比比亚（Sahar Bibiyan）饰 伊达（Ida）
- 拉娜·拉夫汀（Lana Levitin）饰 露丝（Ruth）

此外，威肯、约翰·阿莫斯、Ca$h Out和特立尼达·詹姆斯本色出演。娜塔莎·雷昂和蒂達·史雲頓分别配音出演了凯尔特人队的员工和拍卖行经纪人。

## 制作
喬許和班尼·萨夫迪早在2009年便构思了这部电影。他们找来了亚当·山德勒商讨饰演主角事宜，被对方婉拒。2016年5月，消息指沙夫戴兄弟将执导该电影，同时与罗纳德·布隆斯坦编剧。艾玛·特林格·科斯考夫和马丁·斯科塞斯担纲执行制片，埃拉影业（Elara Pictures）和RT影业（RT Features）负责制作。2017年5月，乔纳·希尔加盟剧组，斯科特·鲁丁、艾利·布什和塞巴斯蒂安·贝尔-迈克莱德共同出任制片人，A24负责发行。
2018年4月，山德勒代替希尔出任主角。2018年8月，埃里克·博高森和贾德·赫希加入剧组。2018年9月，凯斯·史坦费尔德和伊迪娜·门泽尔加入，Netflix收购影片国际发行权。2018年10月，威肯、特立尼达·詹姆斯和庞·克莱门捷夫加入，之后凯文·加内特于11月加入。阿玛雷·斯塔德迈尔和乔尔·恩比德也是加内特角色的人选。主体摄影于2018年9月25日在纽约市开始，11月15日结束，由達呂斯·康第用35毫米胶片拍摄。
丹尼尔·洛帕汀谱写了原声音乐，同时录制了威肯片中几首歌，不过歌曲没有用到。配乐于2019年12月13日发行，登录CD、黑胶唱片和数字流媒体服务 。
萨夫迪兄弟表示，开场和结尾的片段是受爱德华·古贝林和丹尼·桑切斯（Danny J. Sanchez）的宝石显微摄影图片启发。

## 发行
影片全球首映礼于2019年8月30日在特柳赖德电影节举行，9月9日在多伦多国际电影节放映。2019年12月13日在美国有限上映，12月25日全国上映。2020年1月31日，影片由Netflix在除美国以外的地区上架。

## 评价

### 票房
影片最初在五家剧院有限上映，首周末票房537,242美元，场均107,448美元，是A24票房最高的作品，也是2019年首周票房第二高的作品。次周票房241,431美元。大范围首映首日票房590万美元，创下A24的单日最高纪录，其中110万为圣诞节点映票房。五日票房总额1850万（960万周末票房），位列票房榜第六位。上映第二个周末票房750万，票房榜位列第八。

### 专家评价
汇总媒体烂番茄评论298条，新鲜度92%，平均分8.39/10。网站共识写道：“《原钻》重申沙夫戴兄弟是焦虑导向电影的大师，证明亚当·山德勒拿到合适的素材，依旧是一位可敬的演员。”Metacritic评论56条，平均90/100分，表示“普遍好评”。影院评分于有限上映期间采集观众投票评分，归纳“A–”的总分（从A+到F），大规模上映时的总分为“C+”。而PostTrak评分为2/5星。
独立连线的埃里克·科恩（Eric Kohn）给予影片A级评价，称电影是“一次引人入胜的冒险表演，结合了暗黑心理惊悚片坚毅品质所带出的广袤景象和疯狂喜剧片的突然爆发点。”《偏锋杂志》的杰克·科尔（Jake Cole）给出3.5/4星，写道：“和《失速夜狂奔》一样，《原钻》体现了沙夫戴兄弟的作品风格深扎根于70年代的肮脏角色向犯罪片 。”《Now报》的拉德扬·西蒙皮莱（Radheyan Simonpillai）评论：“虽然角色没有去过任何地方，但是影片有着很大的推动力和前进势头。”《好莱坞报道者》的陶德·麦卡锡表示，许多人同意这是山德勒水准最好的一次表演，而沙夫戴兄弟的确最终从商业片的边缘来到了更靠近中心的位置。
《卫报》的温迪·艾德（Wendy Ide）点评了2019年多伦多国际影展的所有电影，将《原钻》列为年度最佳电影，形容它“大胆、扣人心弦、紧张”，认为山德勒是卓越表演是年度最佳表现，也赞扬了摄影。凱文·加內特的电影处子秀也获得正面评价。《时尚先生》的布雷迪·朗曼（Brady Langmann）认为这是年度最具突破性的表演，而The Ringer的亚伦·西格尔（Alan Siegel）认为这是“运动员有史以来最好的演绎表现。”

### 奖项
| 大奖                 | 颁奖日期       | 奖项                   | 获得者                             | 结果 |
| -------------------- | -------------- | ---------------------- | ---------------------------------- | ---- |
| 评论家选择电影奖     | 2020年1月12日  | 最佳電影               | 《原石》                           | 提名 |
| 评论家选择电影奖     | 2020年1月12日  | 最佳導演               | 乔什和邦尼·萨夫迪                  | 提名 |
| 评论家选择电影奖     | 2020年1月12日  | 最佳男主角             | 亞當·山德勒                        | 提名 |
| 评论家选择电影奖     | 2020年1月12日  | 最佳剪接               | 罗纳德·布隆斯坦和邦尼·萨夫迪       | 提名 |
| 底特律影评人协会     | 2019年12月9日  | 最佳男主角             | 亚当·桑德勒                        | 提名 |
| 底特律影评人协会     | 2019年12月9日  | 最佳音乐               | 《原石》                           | 提名 |
| 哥谭奖               | 2019年12月2日  | 最佳电影               | 《原石》                           | 提名 |
| 哥谭奖               | 2019年12月2日  | 最佳男主角             | 亚当·桑德勒                        | 提名 |
| 哥谭奖               | 2019年12月2日  | 最佳突破演员           | 朱莉亚·福克斯                      | 提名 |
| 獨立精神獎           | 2020年2月8日   | 最佳影片               | 《原石》                           | 提名 |
| 獨立精神獎           | 2020年2月8日   | 最佳導演               | 乔什和邦尼·萨夫迪                  | 獲獎 |
| 獨立精神獎           | 2020年2月8日   | 最佳男主角             | 亚当·桑德勒                        | 獲獎 |
| 獨立精神獎           | 2020年2月8日   | 最佳剧本               | 罗纳德·布朗斯坦、乔什和邦尼·萨夫迪 | 提名 |
| 獨立精神獎           | 2020年2月8日   | 最佳剪辑               | 罗纳德·布朗斯坦、邦尼·萨夫迪       | 獲獎 |
| 洛杉磯影評人協會     | 2019年12月8日  | 最佳剪辑               | 罗纳德·布朗斯坦、邦尼·萨夫迪       | 亚军 |
| 國家評論協會         | 2020年1月8日   | 最佳男主角             | 亚当·桑德勒                        | 獲獎 |
| 國家評論協會         | 2020年1月8日   | 最佳原创剧本           | 罗纳德·布朗斯坦、乔什和邦尼·萨夫迪 | 獲獎 |
| 國家評論協會         | 2020年1月8日   | 年度十佳电影           | 《原石》                           | 獲獎 |
| 紐約影評人協會       | 2020年1月7日   | 最佳导演               | 乔什和邦尼·萨夫迪                  | 獲獎 |
| 俄克拉荷马影评人协会 | 2019年12月15日 | 最佳男主角             | 亚当·桑德勒                        | 獲獎 |
| 俄克拉荷马影评人协会 | 2019年12月15日 | 最佳配乐               | 丹尼尔·洛帕汀                      | 獲獎 |
| 聖地牙哥影評人協會   | 2019年12月9日  | 最佳男主角             | 亚当·桑德勒                        | 提名 |
| 聖地牙哥影評人協會   | 2019年12月9日  | 最佳导演               | 乔什和邦尼·萨夫迪                  | 獲獎 |
| 聖地牙哥影評人協會   | 2019年12月9日  | 最佳原创剧本           | 乔什和邦尼·萨夫迪                  | 亚军 |
| 聖地牙哥影評人協會   | 2019年12月9日  | 最佳剪辑               | 罗纳德·布朗斯坦、邦尼·萨夫迪       | 亚军 |
| 卫星奖               | 2019年12月19日 | 喜剧或音乐类最佳影片   | 《原石》                           | 提名 |
| 卫星奖               | 2019年12月19日 | 喜剧或音乐类最佳男主角 | 亚当·桑德勒                        | 提名 |
| 圣路易斯影评人协会   | 2019年12月15日 | 最佳男主角             | 亚当·桑德勒                        | 獲獎 |

另外，本片名列《影音俱乐部》2010年代100大电影榜第92位。